# Lista de álbuns número um na Promusicae em 2011
Este anexo lista os álbuns número um na Espanha Albums Chart em 2011. Todos os rankings são pesquisados e publicados pela organização. Em 2011, dezoito álbuns antigiram o topo da tabela nas 52 publicações.
Em 2011, sete artistas ganharam um primeiro álbum número um na Espanha, nomeadamente Pablo Alborán, Gran Rex, La Oreja de Van Gogh, Maldita Nerea, Red Hot Chili Peppers, Manel e Enrique Bunbury. Pablo Alborán foi o artista com mais semanas não-consecutivas na tabela, num total de quinze, com dois álbuns na primeira posição, Pablo Alborán e En Acústico.
Via Dalma foi o primeiro álbum número um do ano, pertencente a Sergio Dalma, cantor que liderou com mais outro álbum, Via Dalma II, que somados resultam num total de nove semanas não-consecutivas. O álbum auto intitulado do cantor Pablo Alborán foi o álbum com mais semanas na liderança, com seis semanas consecutivas, em um total de quinze. Outros álbuns com um número alargado de semanas no topo foram Via Dalma II que permaneceu seis semanas na primeira posição, Hacia lo Salvaje de "Amaral", Material Defectuoso de Extremoduro, Via Dalma de Sergio Dalma e Drama y Luz de Maná por quatro semanas consecutivas, além de Los Días Intactos de Manolo García com três semanas consecutivas.
Outros destaques de 2011, incluem o projeto 10 Milles por Veure Bona una Armadura da banda de indie rock Manel chegou a primeira posição em fevereiro e se tornou a primeira banda a cantar em catalão e liderar as paradas espanholas. O disco Pablo Alborán debutou na primeira posição, e liderou por 15 semanas, incluindo uma série de sete semanas consecutivas, retornando a primeiro lugar seis meses depois da data de lançamento, e se tornou o sexto álbum com mais semanas na liderança. Beyoncé Knowles, David Guetta e Red Hot Chili Peppers foram os únicos número um de álbuns em língua inglesa. Beyoncé foi também a única artista feminina a chegar a primeira posição.

## Histórico
| Data de admissão | Álbum                                 | Artista               | Referência(s) |
| ---------------- | ------------------------------------- | --------------------- | ------------- |
| 9 de janeiro     | Via Dalma                             | Sergio Dalma          | [ 3 ]         |
| 16 de janeiro    | Via Dalma                             | Sergio Dalma          | [ 4 ]         |
| 23 de janeiro    | Via Dalma                             | Sergio Dalma          | [ 5 ]         |
| 30 de janeiro    | Via Dalma                             | Sergio Dalma          | [ 6 ]         |
| 6 de fevereiro   | Pablo Alborán                         | Pablo Alborán         | [ 7 ]         |
| 13 de fevereiro  | Pablo Alborán                         | Pablo Alborán         | [ 8 ]         |
| 20 de fevereiro  | Pablo Alborán                         | Pablo Alborán         | [ 9 ]         |
| 27 de fevereiro  | Pablo Alborán                         | Pablo Alborán         | [ 10 ]        |
| 6 de março       | Pablo Alborán                         | Pablo Alborán         | [ 11 ]        |
| 13 de março      | Pablo Alborán                         | Pablo Alborán         | [ 12 ]        |
| 20 de março      | 10 Milles per Veure una Bona Armadura | Manel                 | [ 13 ]        |
| 27 de março      | 10 Milles per Veure una Bona Armadura | Manel                 | [ 14 ]        |
| 3 de abril       | Gran Rex                              | Bunbury               | [ 15 ]        |
| 10 de abril      | Pablo Alborán                         | Pablo Alborán         | [ 16 ]        |
| 17 de abril      | Drama y Luz                           | Maná                  | [ 17 ]        |
| 24 de abril      | Drama y Luz                           | Maná                  | [ 18 ]        |
| 1 de maio        | Drama y Luz                           | Maná                  | [ 19 ]        |
| 8 de maio        | Drama y Luz                           | Maná                  | [ 20 ]        |
| 15 de maio       | 20                                    | OBK                   | [ 21 ]        |
| 22 de maio       | Fácil                                 | Maldita Nerea         | [ 22 ]        |
| 29 de maio       | Material Defectuoso                   | Extremoduro           | [ 23 ]        |
| 5 de junho       | Material Defectuoso                   | Extremoduro           | [ 24 ]        |
| 12 de junho      | Material Defectuoso                   | Extremoduro           | [ 25 ]        |
| 19 de junho      | Material Defectuoso                   | Extremoduro           | [ 26 ]        |
| 26 de junho      | Pablo Alborán                         | Pablo Alborán         | [ 27 ]        |
| 3 de julho       | 4                                     | Beyoncé               | [ 28 ]        |
| 10 de julho      | Tierra Firme                          | Luis Fonsi            | [ 29 ]        |
| 17 de julho      | Pablo Alborán                         | Pablo Alborán         | [ 30 ]        |
| 24 de julho      | Pablo Alborán                         | Pablo Alborán         | [ 31 ]        |
| 31 de julho      | Pablo Alborán                         | Pablo Alborán         | [ 32 ]        |
| 7 de agosto      | Pablo Alborán                         | Pablo Alborán         | [ 33 ]        |
| 14 de agosto     | Pablo Alborán                         | Pablo Alborán         | [ 34 ]        |
| 21 de agosto     | Pablo Alborán                         | Pablo Alborán         | [ 35 ]        |
| 28 de agosto     | Pablo Alborán                         | Pablo Alborán         | [ 36 ]        |
| 4 de setembro    | I'm with You                          | Red Hot Chili Peppers | [ 37 ]        |
| 11 de setembro   | Nothing but the Beat                  | David Guetta          | [ 38 ]        |
| 18 de setembro   | Cometas por el Cielo                  | La Oreja de Van Gogh  | [ 39 ]        |
| 25 de setembro   | Cometas por el Cielo                  | La Oreja de Van Gogh  | [ 40 ]        |
| 2 de outubro     | Hacia lo Salvaje                      | Amaral                | [ 41 ]        |
| 9 de outubro     | Hacia lo Salvaje                      | Amaral                | [ 42 ]        |
| 16 de outubro    | Hacia lo Salvaje                      | Amaral                | [ 43 ]        |
| 23 de outubro    | Hacia lo Salvaje                      | Amaral                | [ 44 ]        |
| 30 de outubro    | Los Días Intactos                     | Manolo García         | [ 45 ]        |
| 6 de novembro    | Los Días Intactos                     | Manolo García         | [ 46 ]        |
| 13 de novembro   | Los Días Intactos                     | Manolo García         | [ 47 ]        |
| 20 de novembro   | En Acústico                           | Pablo Alborán         | [ 48 ]        |
| 27 de novembro   | 2.0                                   | Estopa                | [ 49 ]        |
| 4 de dezembro    | Via Dalma II                          | Sergio Dalma          | [ 50 ]        |
| 14 de dezembro   | Via Dalma II                          | Sergio Dalma          | [ 51 ]        |
| 14 de dezembro   | Via Dalma II                          | Sergio Dalma          | [ 52 ]        |
| 25 de dezembro   | Via Dalma II                          | Sergio Dalma          | [ 53 ]        |
| 01 de janeiro    | Via Dalma II                          | Sergio Dalma          | [ 54 ]        |